# Malsfeld
Malsfeld település Németországban, Hessen tartományban. Lakosainak száma 3929 fő (2023. december 31.).

## Népesség
A település népességének változása:
| Lakosok száma | 3962 | 3956 | 3870 | 3989 | 3929 |
|               | 2017 | 2019 | 2021 | 2022 | 2023 |